# Take Your Pleasure Where You Find It
«Take Your Pleasure Where You Find It» es una canción escrita por Bobby Charles y Paul Butterfield. Fue publicada originalmente en It All Comes Back, el segundo y último álbum de estudio de la banda Better Days de Butterfield antes de emprender su carrera en solitario.

## Recepción de la crítica
Un escritor no especificado de la revista Cash Box describió la canción como una “melodía de blues abrumadora”.

## Créditos y personal
Créditos adaptados desde las notas de álbum de It All Comes Back.
Paul Butterfield's Better Days
- Paul Butterfield – voz principal
- Bobby Charles – segunda voz
- Chris Parker – batería
- Amos Garrett – guitarra
- Billy Rich – bajo eléctrico

Personal técnico
- Geoff Muldaur – productor
- Paul Butterfield – productor
- Nick Jameson – productor, ingeniero de audio

## Versión de Wilson Pickett
El cantautor estadounidense Wilson Pickett grabó la canción para su álbum de julio de 1974, Pickett in the Pocket. Su versión se convirtió en un éxito moderado, alcanzando el puesto número 68 en la lista Hot Soul Singles.

### Recepción de la crítica
Un escritor no especificado de la revista Billboard escribió: “Bella y funky melodía de una de las estrellas más duraderas del soul. El título se usó como un buen gancho en todo momento, con la voz de Pickett funcionando perfectamente contra los coros y la fuerte instrumentación”.

### Lista de canciones
7-inch single – RCA APB0-0309
1. «Take Your Pleasure Where You Find It» – 2:34
2. «What Good Is a Lie» – 2:37

### Posicionamiento
| Gráfica (1974)                          | Pico de posición |
| --------------------------------------- | ---------------- |
| Estados Unidos (Hot Soul Singles)       | 68               |
| Estados Unidos (Cash Box Looking Ahead) | 107              |
| Estados Unidos (Cash Box R&B Top 70)    | 52               |